# Ха-Ткума
213-я бригада Ха-Ткума́ (ивр. עוצבת התקומה‎) — артиллерийская резервная бригада Армии обороны Израиля в составе бронетанковой дивизии «Ха-Мапац». В прошлом носила номер 9222.

## История
В Шестидневной войне 213-я бригада действовала как артиллерийская бригада 38-й дивизии и планомерно использовалась в битве при Умм-Тольбете. Бригада была создана как постоянная бригада в 1970 году и подчинялась дивизии «Ха-Мапац». В начале своей деятельности в состав бригады входили два гаубичных дивизиона М-50, дивизион буксируемой артиллерии, дивизион 120-мм миномётов и дивизион 160-мм пулемётов.
В рамках создания 146-й дивизии в качестве постоянной дивизии в 1973 году бригада участвовала в обучении дивизии. Бригада была расположена в районе Неве-Яаков к северу от Иерусалима, и два её батальона получили новейшие противотанковые ружья М-109.
Во время Войны Судного дня бригада была сформирована под командованием Даниэля Авидара, и его части отправились на гусеничном ходу к районам боёв на окраинах Голанских высот. Силы бригады участвовали в сдерживании и результативных боях на Голанских высотах, а затем были переброшены на египетский фронт.
После войны бригада получила название «Ха-Ткума» и номер 9222.
В Первую Ливанской войне бригада участвовала под командованием Одеда Чопа и заняла сектор Голанских высот по тревоге против сирийской армии. Батальон радаров бригады был добавлен к боевым силам в Ливане.

## Командиры бригады
| Имя                        | срок полномочий | Примечания                                                   |
| -------------------------- | --------------- | ------------------------------------------------------------ |
| Яаков Акнин                |                 | Командир бригады в Шестидневной войне                        |
| Хаим Яркони                | 1970            |                                                              |
| Эли Эшет                   | 1970 — 1973     | В дальнейшем начальник управления кадров израильской полиции |
| Даниэль Авидар (Файнштейн) | 1973 — 1975     | Командир бригады в войне Судного дня                         |
| Давид Яркони               | 1975 — 1979     |                                                              |
| Ури Манус                  | 1979 — 1980     | В дальнейшем комиссар пожарно-спасательной службы            |
| Одед Чоп                   |                 |                                                              |
| Давид Сегев                |                 |                                                              |
| Цахи Ганор                 |                 |                                                              |
| Шмуэль Вайс                |                 |                                                              |
| Сари Шаанан                |                 |                                                              |
| Атар Даган                 |                 |                                                              |
| Йоси Шер                   |                 |                                                              |
| Давид Свисса               |                 | В дальнейшем главный артиллерийский офицер                   |
| Тамир Хизми                |                 | В дальнейшем командир бригады «Кела Давид»                   |
| Шарон Саспортас            |                 | В дальнейшем командир бригады «Голан»                        |
| Дорон Зонненшайн           |                 |                                                              |
| Эрез Бергман               |                 |                                                              |
| Хаим Рабинович             | 2016 — 2018     |                                                              |
| Итамар Ласри               | 2018 — 2020     | Ныне командир бригады «Кела Давид»                           |
| Саги Финк                  | 2020 — 2022     |                                                              |
| Идан Бернштейн             | 2022 — н. в.    |                                                              |